# Fievel Toposkowich
Fievel Toposkowich (Fievel Mousekewitz) è un topo immaginario, creato dalla Universal, protagonista di quattro film d'animazione e di una serie animata. È apparso per la prima volta nel film Fievel sbarca in America, e oltre che nei suoi tre sequel è presente anche in una serie televisiva animata, intitolato Le avventure di Fievel.

## Caratteristiche
Fievel è un tenero topolino russo di religione ebraica, che emigra con tutta la famiglia (padre, madre e due sorelle) alla ricerca del "sogno americano". Durante il burrascoso sbarco a New York finisce separato dalla propria famiglia e parte alla loro ricerca, incontrando tanti nuovi e preziosi amici tra cui il bislacco ma simpatico gattone Tigre, che diventerà suo inseparabile compagno in tutte le sue avventure, nonostante sia un gatto.

## Creazione
Il nome del personaggio venne ripreso dal nonno materno di Steven Spielberg (produttore esecutivo del film) il quale si chiamava Philip Posner ma il cui nome in yiddish era appunto Fievel. Inizialmente Bluth nutriva delle forti riserve sull'usare il nome Fievel per il personaggio, in quanto riteneva che potesse sembrare troppo "alieno" per il pubblico medio americano che, a suo dire, avrebbe persino stentato a ricordarselo. Alla fine la scelta di Spielberg si rivelò definitiva, anche se si raggiunse un compromesso lasciando che il personaggio di Tony chiamasse Fievel con il nomignolo americanizzante di Filly. Fievel è la grafia accettata del nome, anche se i titoli di testa utilizzano la forma Feivel, la traslitterazione più comune del nome yiddish (פֿײַװל Fayvl).
Phillip Glasser, doppiatore originale del personaggio, venne scoperto per caso da Bluth e il suo personale, che lo sentirono di sfuggita mentre faceva un provino per una pubblicità della Oscar Mayer; Glassner ne riprese poi il ruolo per il suo seguito Fievel conquista il West (An American Tail: Fievel Goes West, 1991) e per la miniserie televisiva da esso derivato Le avventure di Fievel (Fievel's American Tails, 1992), a cui però il regista Bluth non volle parteciparvi in entrambi i casi. Per i suoi due seguiti ulteriori, realizzati direttamente per il mercato home-video (e a cui Bluth ugualmente non partecipò), Fievel - Il tesoro dell'isola di Manhattan (An American Tail: The Treasure of Manhattan Island, 1998) e Fievel - Il mistero del mostro della notte (An American Tail: The Mystery of the Night Monster, 2000), viene invece sostituito da Thomas Dekker.

## Serie
- Fievel sbarca in America (1986)
- Fievel conquista il West (1991)
- Le avventure di Fievel (1992), miniserie TV
- Fievel - Il tesoro dell'isola di Manhattan (1998)
- Fievel - Il mistero del mostro della notte (2000)

## Accoglienza ed eredità
Fievel è stato la mascotte per la società di produzione e di animazione di Spielberg, la Amblimation, ed è apparso nel suo logo di produzione fino alla dissoluzione dello studio nel 1997.
Nel 2000 è diventato anche il portavoce ufficiale dei bambini per l'UNICEF, e il responsabile di comunicazione dell'organizzazione Craig Kornblau ha sottolineato che "Fievel Mousekewitz è un personaggio popolare e accattivante per i bambini in tutto il mondo", e "le sue esperienze di immigrazione riflettono le avventure e i trionfi di tutte le culture e dei loro figli".
Fievel Toposkovich è stato accolto molto positivamente dalla critica. La rivista inglese Empire lo ha collocato al 43º posto della sua lista dei 50 migliori personaggi dei cartoni animati della storia.